# Ревере
Ревере (італ. Revere) — муніципалітет в Італії, у регіоні Ломбардія,  провінція Мантуя.
Ревере розташоване на відстані близько 370 км на північ від Рима, 160 км на схід від Мілана, 30 км на південний схід від Мантуї.
Населення — 2543 особи (2014).

## Демографія
Населення за роками:

Станом на 31 грудня 2014 року в муніципалітеті офіційно проживали 252 іноземці з 18 країн, серед них 65 громадян країн Євросоюзу та 6 громадян України.

## Уродженці
- Джузеппе Мілано (*1887 — †1971) — відомий у минулому італійський футболіст, півзахисник, згодом — футбольний тренер.

## Сусідні муніципалітети
- Боргофранко-суль-По
- Маньякавалло
- Остілья
- П'єве-ді-Коріано
- Серравалле-а-По
- Вілла-Пома